# Тайбэйский вокзал (станция метро)
«Тайбэйский вокзал» (англ. Taipei Main Station; кит. 台北車站) — пересадочный узел Тайбэйского метрополитена, связывающий линии Баньнань и Даньшуй. Находится на территории района Чжунчжэн в Тайбэе. Станция «Тайбэйский вокзал» была открыта 25 декабря 1997 года при продлении линии Даньшуй на юг. Она располагается между станциями «Чжуншань» и «Госпиталь ТГУ». 24 декабря 1999 года была открыта станция на линии Баньнань в составе участка Наньган. Станция «Тайбэйский вокзал» линии Баньнань располагается между станциями «Храм Шаньдао» и «Симэнь». На станции установлены автоматические платформенные ворота.